# Међународни туризам
Међународни туризам представља кретања туриста ван националних граница. У свету крајем прошлог века достигао је изузетно висок ниво. Тако се види, да је у 2000. години забележено учешће од 687,3 милиона страних туриста који су задовољење својих туристичких потреба ван земље свог сталног боравка утрошили 474,3 милијарди долара . Ако се у ово укључи и њихова потрошња која је условљена превозом до земље у којој проводе свој одмор, онда се може проценити укупна туристичка потрошња у свету 2000. године у износу од 575 милијарди долара.

## Динамика
Динамика развоја међународног туризма у свету била је изузетно повољна још од 1950. године. Њен интензитет раста био је бржи, како од укупног развоја светске привреде, тако и укупног обима размене роба и услуга са иностранством. За аргументовање овог става довољно је навести податак да је у 1950. години у светском туризму учествовало свега 25,5 милиона туриста са потрошњом која је износила 2,1 милијарди долара . У обухваћеном педесетогодишњем периоду развој међународног туризма био је усклађен са развојем светске привреде и кретањем животног стандарда становништва (реални раст плата и слободног времена). Међутим, туризам се развијао брже од светске економије и животног стандарда. Нема сумње да су на то деловали и остали фактори, као што су: бржи развој степена урбанизације и моторизације у развијеним земљама на страни туристичке тражње и велико ангажовање државе и крупног капитала у познатим туристичким земљама да се брже развија туристичка привреда у свим доменима. Ово последње везано је за тежњу да се кроз туризам повећају извозне могућности оних земаља које имају повољне природне и остале услове за развој туризма.
У периоду од 1950. до 2000. године међународни туризам у свету развијао се изузетно динамично. То је омогућило просечни годишњи раст за туристички промет од 6,8%, а за туристичку потрошњу 11,4%. Значи, туристичка потрошња је у просеку расла за 4,6% брже од туристичког промета. Ово у исто време показује да се и поред присутног феномена масовног туризма, иза кога је стајало стално укључивање нових категорија туриста са релативно нижим приходима у међународни туризам, ипак запажа и повећање реалне туристичке потрошње.

## Регионална структура међународног туризма
У расподели међународног туризма у свету доминантно место заузимају три главна региона и то: Европа, Азија и Пацифик и Америка. Ова три региона су у 2014. години апсорбовала 90,6% од укупног светског туристичког промета, односно 93,1% од укупних прихода реализованих у међународном туризму. Ови региони су у 1950. години имали још веће учешће са 97,6% у броју туриста и 96,1% у расподели прихода.
Европски регион у оквиру светског туризма заузимао је супериорно прво место у 2014. години са 51,4% учешћа у туристичком промету и 40,9% у реализованим приходима. Овај регион био је још супериорнији у 1950. години када је у питању светски туристички промет са 67,0% учешћа, док је тада учешће у расподели прихода било 42,4%.
Други по значају је регион Азије и Пацифика са учешћем од 23,0% у туристичком промету и 30,3% у приходима од светског туризма у 2014. години. Ово учешће би било веће да на ово није деловала озбиљна економска криза у региону у 1997. и 1998. години. У 1950. години овај регион је имао скромно учешће у светском туризму са 0,9% учешћа у туристичком промету и 1,7% урасподели светских прихода од међународног туризма.
Трећи по значају је регион Америке са учешћем од 16,0% у туристичком промету и 22,0% у расподели прихода у 2014. години. Његова улога у 1950. години била је знатно већа са учешћем од 29,6% у туристичком промету, односно 50,5% у расподели прихода.